# Simon van Creveld

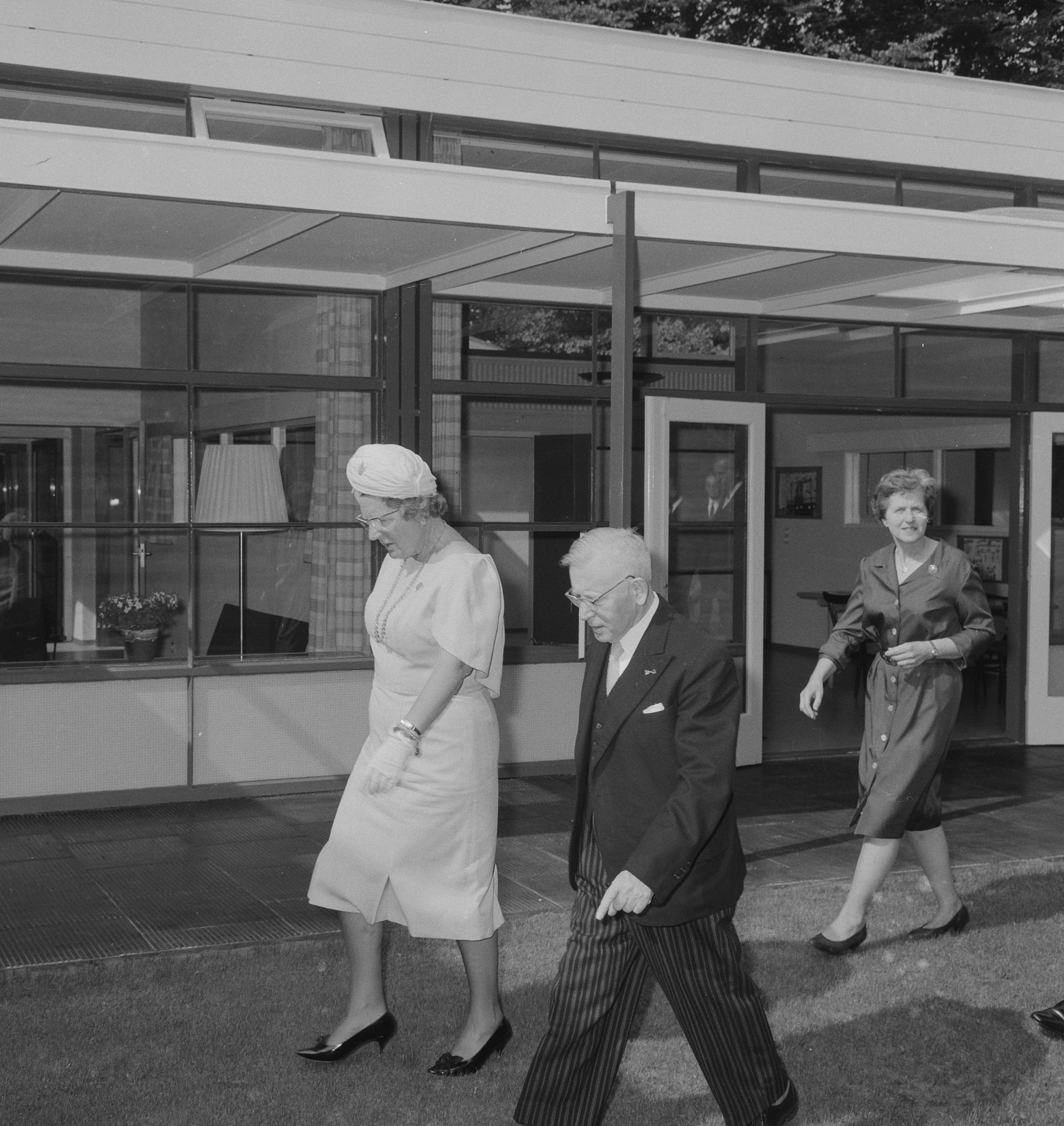
Królowa Juliana z Simon van Creveld (1964)

Simon van Creveld (ur. w 1894 w Amsterdamie, zm. 10 marca 1971) – holenderski pediatra.
Więzień obozu koncentracyjnego. W 1940 jako pierwszy na świecie (razem z Richardem White'em Bernhardem Ellisem) opisał rzadki zespół wad wrodzonych, nazwany na cześć odkrywców zespołem Ellisa-van Crevelda. Miał też duży udział w opisaniu jednej z chorób spichrzeniowych glikogenu – choroby von Gierkego.